# Асанбаев, Рустэм Николаевич
Рустэ́м Никола́евич Асанба́ев (22 сентября 1954, Уфа — 26 мая 2016, там же) — советский и российский гитарист, автор песен. Сын драматурга Нажиба (Николая Васильевича) Асанбаева. Наиболее известен как гитарист первого состава группы DDT.

## Биография
Решил стать рок-музыкантом в конце шестидесятых, когда увидел по телевизору выступление польской группы «Breakout» на фестивале в Сопоте: «Это было настолько неожиданно на фоне официальной советской эстрады, настолько свободно и агрессивно, что я сразу подсел на эту музыку, на эти драйвовые гитары». Отец с уважением отнесся к увлечению сына и в одну из поездок в Москву купил ему хороший дорогой чешский инструмент «Tornado». Был в числе первых, кто начал играть в Уфе рок и блюз. Играл в группе ДДТ с момента её основания до 1983 года.
Параллельно с группой «ДДТ» музыкант начал творить в уфимской группе «Кода» (позже — «Руда»), которая просуществовала с 1982 по 1992 год. В 1984 году записал сольный альбом «Руда» в стиле хард-рок.
В последующие годы иногда играл со своей бывшей группой на концертах. В 1997 записал сольный блюзовый альбом «Пассажир». Был лидер-гитаристом уфимской группы «Boogie band», а также арт-директором JiMi bluescafe.

«Он не просто играет, он мыслит посредством гитары. Это некая стихийная атмосфера, глубокое, на уровне бессознательного, познание и понимание мира через блюз. Негритянское блюзовое сердце в башкирском теле…».
— Юрий Шевчук о Асанбаеве
В 2015 году у Асанбаева был диагностирован рак лёгких. Юрий Шевчук с группой ДДТ устраивали благотворительные концерты, чтобы помочь ему. Однако Рустем не смог победить рак лёгких и скончался 26 мая 2016 года в Уфе. Похоронен на Южном кладбище в Уфе.